# Зомбковице Шльонске
Зомбковѝце Шльо̀нске (на полски: Ząbkowice Śląskie; на немски: Frankenstein; на чешки: Frankenštejn) е град в Югозападна Полша, Долносилезко войводство. Административен център е на Зомбковишки окръг, както и на градско-селската Зомбковишка община. Заема площ от 13,67 км2.